# Sonerila
Sonerila (Sonerila Roxb.) – rodzaj roślin z rodziny zaczerniowatych. Rodzaj liczy ok. 150 gatunków, z czego trzy to endemity Chin. Przedstawiciele pochodzą ze wschodniej Azji. Gatunek typowy: Sonerila maculata Roxb.

## Morfologia
PokrójRośliny zielne, półkrzewy lub krzewy.
KwiatyDrobne, różowe, czerwone lub purpurowo-czerwone. Płatki korony podłużnie eliptyczne.
LiścieZielone i jajowate.

## Systematyka
Pozycja systematyczna według Angiosperm Phylogeny Website (2001...)
Rodzaj z rodziny zaczerniowatych (Melastomataceae Juss.) z rzędu mirtowców, należących do kladu różowych w obrębie okrytonasiennych. 
Pozycja w systemie Reveala (1993–1999)
Gromada okrytonasienne (Magnoliophyta Cronquist), podgromada Magnoliophytina Frohne & U. Jensen ex Reveal, klasa Rosopsida Batsch, podklasa różowe (Rosidae Takht.), nadrząd Myrtanae Takht., rząd mirtowce (Myrtales Rchb.), podrząd Myrtinae Burnett., rodzina zaczerniowate (Melastomataceae Juss.), plemię Sonerileae Triana, podplemię Sonerilinae Naudin, rodzaj sonerila (Sonerila Roxb.).
Gatunki (wybór)
- Sonerila cantonensis Stapf
- Sonerila erecta Jack
- Sonerila hainanensis Merrill
- Sonerila maculata Roxburgh
- Sonerila plagiocardia Diels
- Sonerila primuloides C. Y. Wu

## Zastosowanie
Niektóre gatunki uprawiane są jako ozdobne rośliny pokojowe.